# Tòa án Hiến pháp Nga
Tòa án Hiến pháp Liên bang Nga (tiếng Nga: Конституционный суд Российской Федерации)là cơ quan tư pháp kiểm soát Hiến pháp. Tòa án giám sát tất cả các Luật hoặc nghị định của Tổng thống, Quốc hội Liên bang.
Quyền hạn, chức năng và nhiệm vụ của Tòa án Hiến pháp Liên bang Nga được xác định trong Hiến pháp Liên bang Nga và Luật Hiến pháp Liên bang "Về việc Tòa án Hiến pháp của Liên bang Nga." Tòa án Hiến pháp của Liên bang Nga gồm 19 thẩm phán do Hội đồng Liên bang Nga bổ nhiệm theo đề nghị của Tổng thống. Tòa án Hiến pháp được chia làm 2 viện, một viện có 10, một viện có 9 thẩm phán.

## Lịch sử
Trước những năm 1980, tầm quan trọng của giám sát tư pháp tại Liên Xô chưa được coi trọng. Mãi đến ngày 25/12/1989 khi đạo luật kiểm soát Hiến pháp ra đời, bắt đầu xem xét các nghị định được coi là vi hiến do Ủy ban giám sát Hiến pháp Liên Xô đứng đầu hoạt động từ năm 1990-1991. Tháng 12/1990 Hiến pháp Cộng hòa Xã hội chủ nghĩa Xô Viết Liên bang Nga (Nga-Xô viết) được sửa đổi, thành lập Tòa án Hiến pháp (12/7/1991) được Đại hội Đại biểu Nhân dân Nga-Xô viết bầu (30/10/1991), Tòa án Hiến pháp bao gồm 13 thẩm phán.
Trong thời kỳ khủng hoảng Hiến pháp năm 1993, Tòa án Hiến pháp là bên chính tham gia cuộc khủng hoảng, giải quyết các vấn đề giữa Tổng thống Yeltsin và Xô Viết Tối cao. Do đứng về phe của Xô Viết Tối cao, Tòa án Hiến pháp bị Yeltsin đình chỉ hoạt động (7/10/1993). Sau do xung đột giữa Yeltsin và Hội đồng Liên bang về việc bổ nhiệm thẩm phán Tòa án Tối cao, Tòa án Hiến pháp mới chính thức hoạt động trở lại (2/1995).

## Tổ chức
Tòa án Hiến pháp gồm 1 Chánh án, Phó Chánh án, 19 thẩm phán.
Chánh án Tòa án Tối cao được Tổng thống đề cử và Hội đồng Liên bang bổ nhiệm. Chánh án phải là thẩm phán Tòa án Hiến pháp trên 6 năm.
Chánh án và Phó Chánh án khi gần hết nhiệm kỳ có thể được bổ sung thêm 1 nhiệm kỳ nữa.
Các thẩm phán được Tổng thống đề cử và Hội đồng Liên bang thông qua trong vòng 12 năm. Để trở thành thẩm phán phải là công dân Nga, hơn 40 tuổi, đã từng học ngành luật hoặc tư pháp, có kinh nghiệm trong ngành tư pháp trên 15 năm và có chứng chỉ "trình độ chuyên môn cao".
Trong trường hợp vị trí thẩm phán bị khuyết, Tổng thống có thể chỉ định người ứng cử tại Hội đồng Liên bang.
Tòa án Hiến pháp Tối cao gồm 2 viện, một viện gồm 10, một viện gồm 9 thẩm phán. Thành viên mỗi viện bằng cách bốc thăm theo quy định của Hiến pháp. Các thẩm phán tham dự tất cả các phiên họp thường niên của Tòa án, còn tại phiên họp của các viện chỉ có thẩm phán của viện tham gia. 

## Quyền hạn
Với nhiệm vụ bảo vệ những nguyên tác cơ bản của Hiến pháp, quyền và lợi ích của người dân tác động tới Hiến pháp. Tòa án Hiến pháp có quyền hạn:
- Theo yêu cầu của Tổng thống, Quốc hội Liên bang, Chính phủ Liên bang, Tòa án Tối cao, Tòa án Trọng tài Tối cao, các cơ quan lập pháp và hành pháp của các chủ thể Liên bang xem xét, giải quyết các vụ việc liên quan tới Hiến pháp: Các quyết định, nghị định của Tổng thống, Quốc hội Liên bang, Hiến pháp các nước Cộng hòa, Điều lệ, Luật Hiến pháp và các văn bản pháp luật của các chủ thể Liên bang;
- Giải quyết các tranh chấp thẩm quyền giữa các cơ quan Chính phủ, giữa cơ quan của Chính phủ và các cơ quan của chủ thể Liên bang, giữa cơ quan Nhà nước và các cơ quan của chủ thể Liên bang;
- Giải thích Hiến pháp Liên bang;
- Theo yêu cầu của Quốc hội Liên bang đưa ra kết luận luận tội Tổng thống về tội phản quốc hay vi phạm nghiêm trọng hay không;
- Giải tán các tranh chấp về thẩm quyền giữa các cơ quan Chính phủ, giữa cơ quan của Chính phủ và các cơ quan của chủ thể Liên bang, giữa cơ quan Nhà nước và các cơ quan của chủ thể Liên bang;
- Theo khiếu nại của công dân yêu cầu tòa án, kiểm tra tính hợp hiến của các bộ luật được áp dụng trong các trường hợp cụ thể;
- Đưa ra những sáng kiến có tính chất pháp luật về những vấn đề thực hiện Hiến pháp;
- Thực hiện những quyền khác do Hiến pháp, hoặc những bộ luật khác quy định;

## Di chuyển trụ sở
Ngày 5/2/2007 Tổng thống Putin đã ký Luật Hiến pháp Liên bang thay đổi trụ sở của Tòa án Hiến pháp từ Moscow về St Petersburg.
Ngày 23/12/2007 Tổng thống Putin ra nghị định "về trụ sở chính của Tòa án Hiến pháp", trong đó quy định Tòa án Hiến pháp thực hiện di chuyển trong thời gian từ 1/2-20/5/2008.
Trụ sở Tòa án Hiến pháp hiện tại đóng tại Tòa nhà Thượng viện và Hội đồng (tiếng Nga: Здания Сената и Синода) tại St Peterburg. Hiện tại văn phòng Tòa án Hiến pháp vẫn ở Moscow.

## Phái viên của Tổng thống tại Tòa án Hiến pháp
- Valery Savitsky (24/4/1995 – 5/2/1996)
- Mikhail Mityukov (5/2 – 7/12/1996)
- Sergey Shakhray (7/12/1996 – 29/6/1998)
- Mikhail Mityukov (29/6/1998 – 7/11/2005)
- Mikhail Krotov (từ 7/11/2005)